# Ceratopogonidae
Los ceratopogónidos (Ceratopogonidae), también conocidos como beatillas, "chinches" chupadoras y, en algunas partes de México, como chaquistles o chaquistes son una familia de pequeños dípteros nematóceros de 1 a 4 mm de longitud. Están estrechamente relacionados con las familias Chironomidae, Simuliidae, y Thaumaleidae. Se los encuentra en hábitats acuáticos y semiacuáticos en todo el mundo. Las hembras de muchas especies están adaptadas para chupar sangre de una gran cantidad de hospedantes animales (hematofagia).
Culicoides, Forcipomyia (Lasiohelea), Leptoconops succionan a vertebrados. Algunos Atrichopogon y Forcipomyia son ectoparásitos de otros insectos. Dasyhelea se alimenta exclusivamente de néctar. Especies de otros géneros son predadores de otros pequeños insectos. Las larvas se encuentran debajo de la corteza, en madera podrida, compost, agujeros en árboles, o en plantas acuáticas. Muchas de las especies chupadoras de sangre, son plagas en playas y en montañas y pueden ser vectores de enfermedades producidas por virus, protozoos y gusanos (filariasis). Otras especies son importantes polinizadores de cultivos tropicales como el cacao.

## Subfamilias
- Ceratopogoninae Kieffer, 1906
- Dasyheleinae Kieffer, 1911
- Forcipomyiinae (Lenz, 1934) Enderlein, 1936
- Lebanoculicoidinae Borkent, 2000 †
- Leptoconopinae Enderlein, 1936